# Павилион (Вајоминг)
Павилион (енгл. Pavillion) град је у америчкој савезној држави Вајоминг.

## Демографија
По попису из 2010. године број становника је 231, што је 66 (40,0%) становника више него 2000. године.
| Група             | 2000.       | 2010.       |
| Белци             | 152 (92,1%) | 204 (88,3%) |
| Афроамериканци    | 0 (0,0%)    | 0 (0,0%)    |
| Азијати           | 0 (0,0%)    | 1 (0,4%)    |
| Хиспаноамериканци | 4 (2,4%)    | 13 (5,6%)   |
| Укупно            | 165         | 231         |